# Alfred Pleasonton
Pour les articles homonymes, voir Pleasonton.
Alfred Pleasonton (7 juillet 1824 – 17 février 1897) fut un officier de l'United States Army et un général de la cavalerie de l'Union durant la guerre de Sécession.

## Avant la guerre

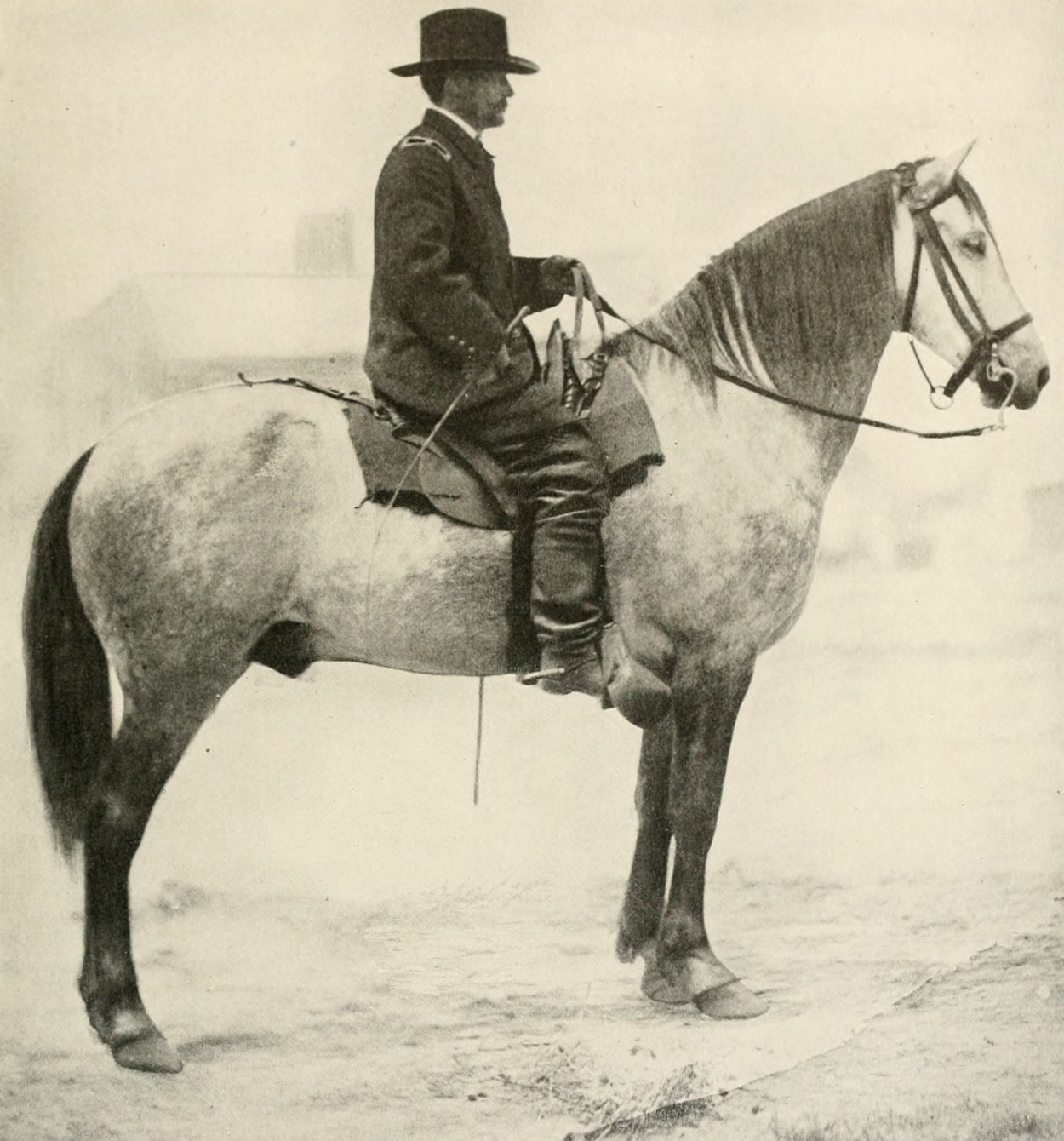
Général de cavalerie Alfred Pleasonton, Falmouth, Virginie, 1864

Lors de la guerre américano-mexicaine, sa compagnie fait partie des quatre compagnies du 2nd Dragoons qui accompagne le général Zachary Taylor lors de sa marche su Monterrey. Il est alors détaché pour effectuer un service d'entraînement des recrues.